# Baselga del Bondone
Baselga del Bondone è una frazione del comune di Trento, situato a circa 8 chilometri dal capoluogo in direzione di Riva del Garda e alle pendici del monte Bondone.
Assieme a Cadine, Candriai, Norge, Sopramonte, Vason e Vigolo Baselga forma la circoscrizione amministrativa numero 3 di Bondone di Trento.

## Storia

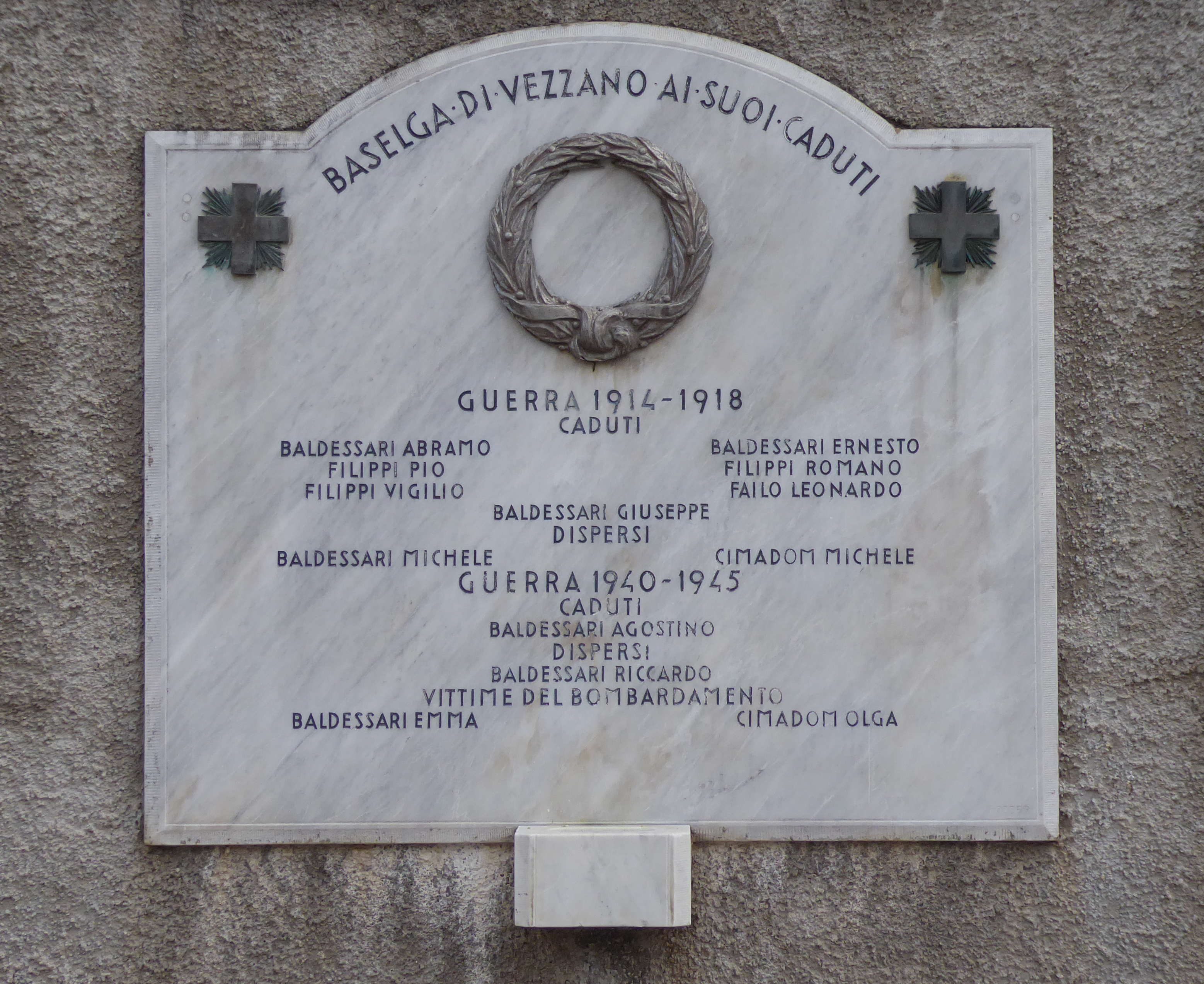
La targa ai caduti nelle due guerre mondiali situata nel cimitero

La storia di Baselga del Bondone comincia nel medioevo con la presenza della pieve di Santa Maria Assunta, risalente al X secolo.
Denominato semplicemente "Baselga", fu comune autonomo sino al 1928, anno in cui divenne frazione di Terlago. Ricostituito nel 1947 (dal 1955 si chiamò "Baselga di Vezzano"), nel 1968 fu nuovamente soppresso e incorporato a Trento.
Fino agli anni ottanta era presente una stazione di cura che offriva bagni di fieno per le malattie epidermiche, famosi in tutta la zona.

## Monumenti e luoghi d'interesse

### Architetture religiose
- Chiesa di Santa Maria Assunta